# روبرت هورتون
روبرت هورتون (بالإنجليزية: Robert Horton)‏ هو ممثل أمريكي، ولد في 29 يوليو 1924 بلوس أنجلوس في الولايات المتحدة، وتوفي بنفس المكان في 9 مارس 2016.

## وصلات خارجية
- روبرت هورتون على موقع IMDb (الإنجليزية)
- روبرت هورتون على موقع ميوزك برينز (الإنجليزية)
- روبرت هورتون على موقع تيرنر كلاسيك موفيز (الإنجليزية)
- روبرت هورتون على موقع قاعدة بيانات برودواي على الإنترنت (الإنجليزية)
- روبرت هورتون على موقع إن إن دي بي (الإنجليزية)
- روبرت هورتون على موقع قاعدة بيانات الفيلم (الإنجليزية)